# Zgornja Pristava (Videm)
Zgornja Pristava is een plaats in Slovenië en maakt deel uit van de gemeente Videm in de NUTS-3-regio Podravska. De plaats telde 206 inwoners op 1 januari 2020.